# Highline179
Highline179 – linowy most wiszący usytuowany na terenie gminy targowej Reutte w kraju związkowym Tyrol w Austrii. Most stanowi połączenie między ruinami zamku Ehrenberg a Fortem Claudia i przebiega nad drogą krajową B179 oraz potokiem Katzenbichlbach.

## Opis
W 2012 gmina targowa Reutte (Marktgemeinde Reutte) i stowarzyszenie „Verein Europäisches Burgenmuseum Ehrenberg” podpisały z prywatnym inwestorem umowę na budowę mostu. Autorem projektu mostu jest architekt Armin Walch, który wcześniej zaprojektował most wiszący Holzgau (niem. Hängebrücke Holzgau). Elementy konstrukcji mostu wykonane zostały przez polskie przedsiębiorstwo „Jerzy” z Dzięgielowa koło Cieszyna.
Wysokość mostu wynosi 114,6 m, a szerokość platformy dla pieszych 1,2 m. Most zamocowany jest na czterech linach o grubości 60 mm, obsadzonych w skale przy pomocy ośmiu kotew, z których każda zatopiona jest na głębokość 17 m. Masa własna mostu wynosi 70 ton. Poręcze w nocy oświetlone są lampami LED. Ze względów bezpieczeństwa, na moście może znajdować się jednocześnie do 500 osób, co przy wejściach na most, po obu jego stronach, kontrolowane jest przez bramki obrotowe. Różnica wysokości pomiędzy podporami z obu stron mostu wynosi 10 m, a maksymalne nachylenie platformy przy pełnym obciążeniu dochodzi do 12,5%.
W 2014 most wpisany został do księgi rekordów Guinnessa, jako najdłuższy most wiszący w stylu tybetańskim. Obecnie dłuższe mosty tego typu znajdują się między innymi na terenie „SkyPark” w rosyjskim mieście Soczi (most wiszący Skybridge), w miejscowości Oberharz am Brocken w powiecie Harz w Niemczech (wiszący most linowy „Titan-RT”) i w szwajcarskich Alpach, niedaleko miejscowości Randa (most Charles’a Kuonena) i w Portugalii Arouca 516. 
Od 12 kwietnia 2019 funkcjonuje specjalna pochylnia „Ehrenberg Liner”, umożliwiająca dotarcie na most osobom niepełnosprawnym.

## Galeria

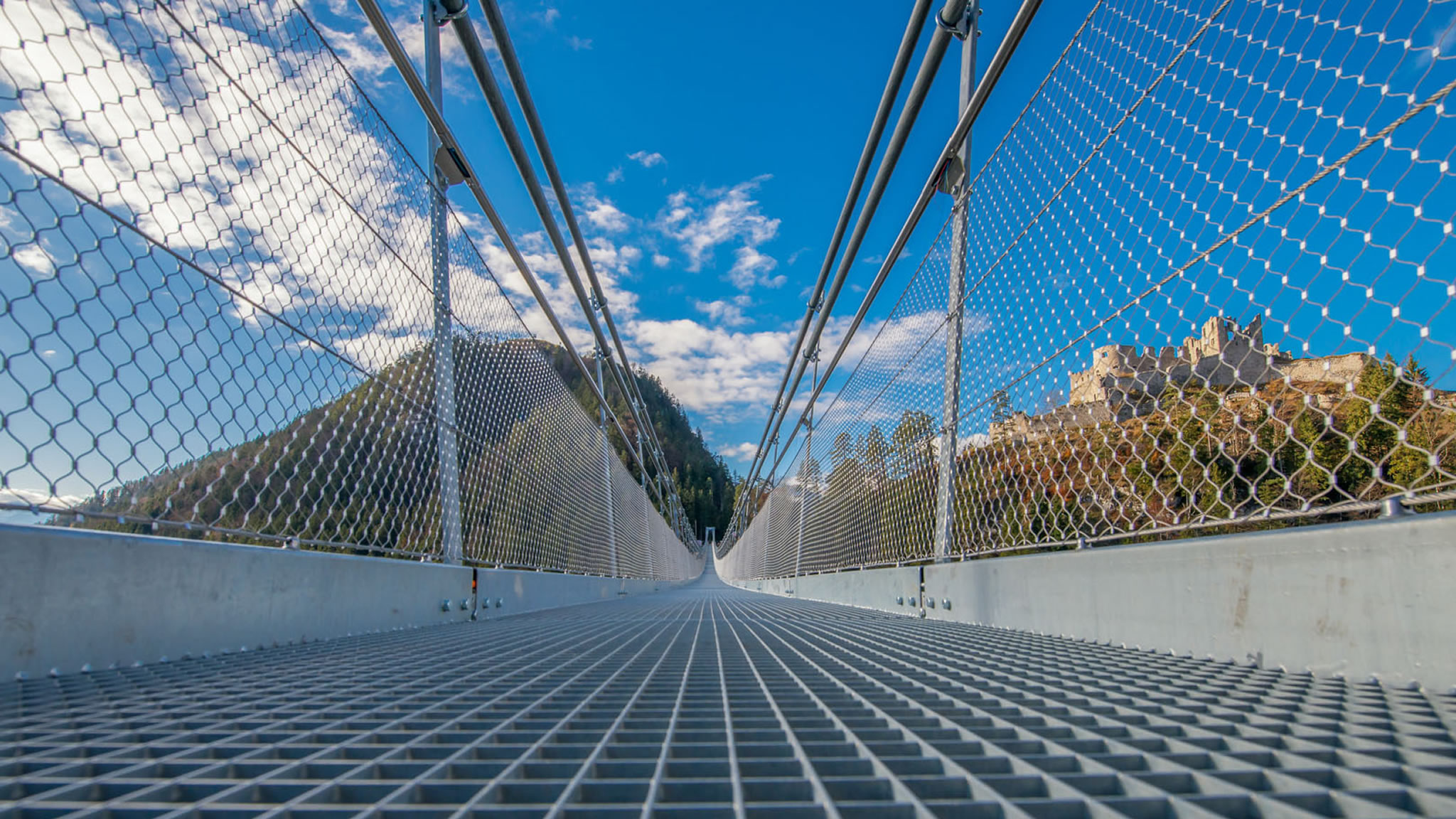
Widok platformy mostu wraz z poręczami
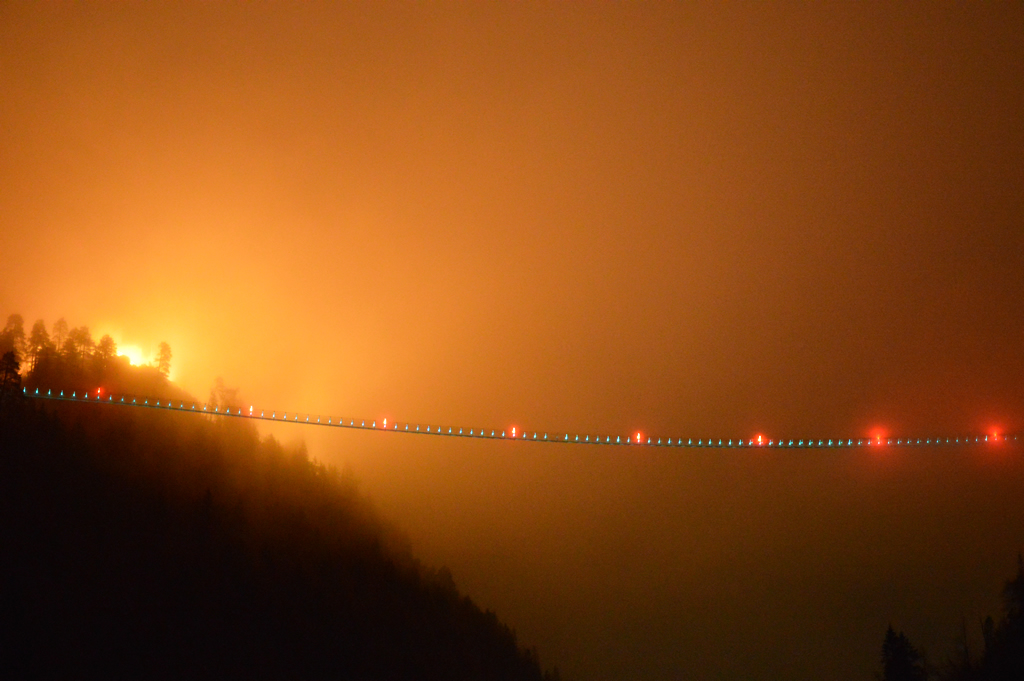
Oświetlenie mostu w nocy